# Denise Esteban
Pour les articles homonymes, voir Esteban.
Denise Esteban (prononcé [ɛs.te.bɑ̃]), née Denise Simon le 26 mars 1925 à Reims et morte le 19 septembre 1986 à Nantes, est une artiste peintre française.
Son œuvre, marquée par une recherche sur la lumière, est essentiellement constituée de paysages, d'intérieurs et de natures mortes.

## Biographie
Denise Simon grandit à Reims. Son père est lié à Jacques Simon, vitrailliste rémois, et elle-même se lie d'amitié avec ses enfants, futurs peintres, Luc et Brigitte Simon.
En 1944, elle s'installe avec son frère cadet à Paris où elle suit des cours de peinture à l’Académie de la Grande Chaumière et d’esthétique à la Sorbonne. Elle est admise à l’École nationale supérieure des Arts décoratifs, où elle suit les cours de Marcel Gromaire. En 1946, elle s’inscrit à l’École nationale supérieure des beaux-arts, où elle suit notamment les cours d’André Lhote. Elle est particulièrement marquée par les œuvres de Chardin, Corot et Matisse. Dans les années qui suivent, elle réalise ses premières œuvres. En 1953, elle est reçue au concours de professeur de dessin de la ville de Paris.
En 1966, elle découvre l'œuvre de Giorgio Morandi lors d’une rétrospective à la Biennale de Venise et l'année suivante elle fait la connaissance d'Arpad Szenes qui l’encourage dans ses recherches.
En 1958, lors d’un voyage en Espagne, à Altea près de Valence, elle rencontre le poète Claude Esteban qu’elle épouse en 1964. Le couple s'installe au 11 de la rue Daguerre dans le 14e arrondissement de Paris, où Denise Esteban a également un atelier. Axant une partie de son travail sur la lumière, elle partage son temps entre les maisons que le couple possède dans le Luberon à Lacoste à partir de 1964, puis en baie de Somme au Crotoy et à l'île d'Yeu au port de La Meule au début des années 1970, lieux qui inspirent de nombreux tableaux.
En 1971, René Char découvre son œuvre alors qu'elle participe pour la première fois, aux côtés notamment de Serge Charchoune, Olivier Debré, Charles Marq, Serge Poliakoff, Maria Helena Vieira da Silva, à une exposition collective organisée pour le cinquième anniversaire de la Galerie Jacob, dirigée par Denise Renard au 28 de la rue Jacob à Paris.
En 1972, elle arrête les cours de dessin et se consacre entièrement à sa peinture de paysages de Provence et de l’Île d’Yeu. Durant l'été, elle est marquée par la rétrospective consacrée à Nicolas de Staël à la Fondation Maeght à Saint-Paul-de-Vence. Cette année-là, elle fait sa première exposition personnelle à Paris à la Galerie Jacob, il s'agit d'huiles sur papier ; Yves Bonnefoy en préface le catalogue ; il préface également les catalogues des expositions de Bourges et de Carpentras en 1974. C'est aussi en 1974 que René Char, qui la soutient vivement, préface le catalogue de sa seconde exposition à la galerie Jacob. En 1973, elle fait partie des peintres réunis par Yves Bonnefoy (Eduardo Chillida, Raoul Ubac, Jean-Paul Riopelle, Antoni Tàpies) dans le cadre d'une exposition à Champigny-sur-Marne.
En 1974, elle fait six expositions, préfacées par René Char (« Un droit perpétuel de passage »), par Yves Bonnefoy (« Un miroir
qui bouge »), par Vittorio Sereni et Michael Peppiatt (« Entre ciel et mer »). Durant ces années-là, elle expose abondamment, à Milan, Oslo, Wuppertal, Marseille, Carpentras, Bourges, Orléans, Le Havre, Tours, Avignon et toujours à Paris à la Galerie Jacob. En 1976, elle expose ses toiles de paysages au sein de l’exposition Terre Seconde organisée par Yves Bonnefoy au château de Ratilly dans l’Yonne, aux côtés notamment d'Henri Michaux et de Pierre Soulages.
En 1975, l’État lui achète une première œuvre ; il en achètera d’autres en 1979 et 1982.
En 1978, elle réalise trente-six dessins pour un livre de poèmes de Jean Follain, Présent Jour, publié aux éditions Galanis. L'année suivante, elle illustre avec des eaux-fortes des recueils de Philippe Jaccottet et de Jean-Luc Sarré. En 1982, c'est pour un livre d'Eugène Guillevic, Blason de chambre, qu'elle réalise des dessins.
En 1982, elle séjourne à Abu Dhabi, elle exécute et expose des pastels du désert. L'année suivante, à Marseille, à la galerie La Touriale, Bernard Noël écrit la préface d'une nouvelle exposition personnelle.
Elle meurt des suites d'un accident de bicyclette survenu à l'île d'Yeu en septembre 1986.
Yves Bonnefoy écrit à propos de sa peinture : « Dans le débat du dissocié et du plein, Denise Esteban a des passages de couleur, des fusions de plans, des dilutions de contours qui sont le pressentiment d’une grâce. Elle a choisi d’aller vers le simple ; de faire que le lieu quotidien, ce ne soit plus de l’objet qui se reclôt et échappe, mais une lumière, - autrement dit une délivrance ».

## Postérité
En 1989, son mari, le poète Claude Esteban, fait paraître Élégie de la mort violente, livre de poèmes sur le deuil et la mémoire.
En 2017, le Musée des Beaux-Arts de Reims consacre une exposition à l'œuvre de Denise Esteban,.